# Ximu (köpinghuvudort i Kina, Liaoning Sheng, lat 40,70, long 122,91)
Ximu (kinesiska: 析木, 析木镇) är en köpinghuvudort i Kina. Den ligger i provinsen Liaoning, i den nordöstra delen av landet, omkring 130 kilometer söder om provinshuvudstaden Shenyang. Antalet invånare är 35 743. Befolkningen består av 17 676 kvinnor och 18 067 män. Barn under 15 år utgör 15,0 %, vuxna 15-64 år 74 %, och äldre över 65 år 9,0 %.
Runt Ximu är det tätbefolkat, med 442 invånare per kvadratkilometer. Närmaste större samhälle är Yingluo, 18,7 km väster om Ximu. Trakten runt Ximu består till största delen av jordbruksmark.
Genomsnittlig årsnederbörd är 976 millimeter. Den regnigaste månaden är juli, med i genomsnitt 249 mm nederbörd, och den torraste är januari, med 7 mm nederbörd.